# Turinelli & Pezza
Turinelli & Pezza war ein italienischer Hersteller von Automobilen.

## Unternehmensgeschichte
Das Unternehmen aus Mailand begann 1899 mit der Produktion von Automobilen. Im gleichen Jahr endete die Produktion. Es ist keine Verbindung zu Società Italiana Vetture Elettriche Turrinelli & C. und Camona Giussani Turrinelli, später Società Anonima Camona Giussani Turrinelli, später Società Anonima di Costruzione Elettriche et Meccaniche, già Turinelli & Co. bekannt.

## Fahrzeuge
Das Unternehmen stellte Elektroautos her. Die Fahrzeuge hatten Elektromotoren, die die Vorderräder antrieben.